# Tyrone House

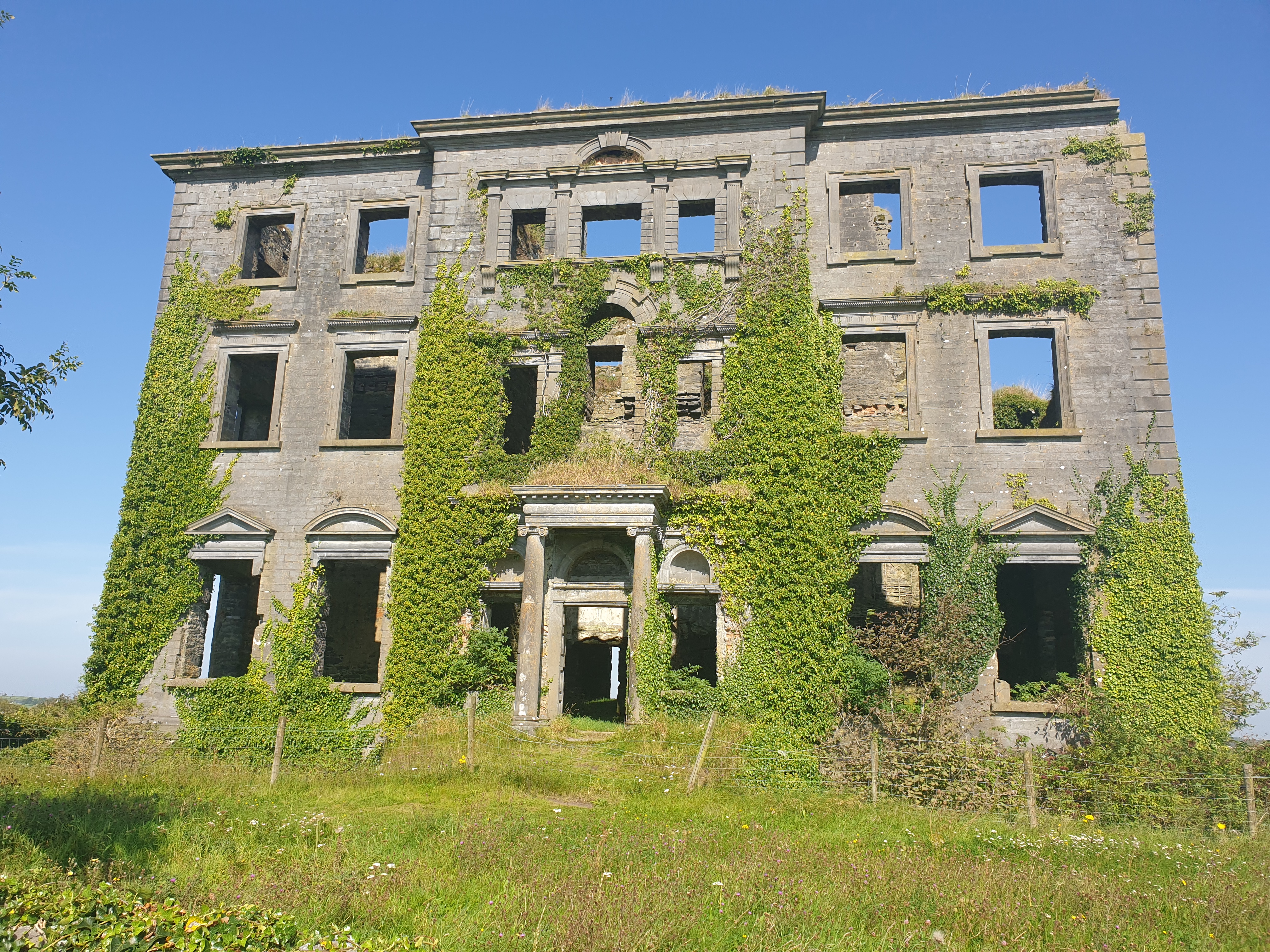
Tyrone House, County Galway

Tyrone House ist die Ruine eines georgianischen Herrenhauses in Kilcolgan im irischen County Galway.

## Lage
Die Ruine befindet sich an einer schmalen Straße (der L8563) etwa drei Kilometer westlich von Kilcolgan knapp 300 Meter südlich der Dunbulacun Bay (einer Ausbuchtung der Galway Bay).

## Geschichte
Das Gebäude wurde spätestens 1779 für Christopher St. George aus Galway nach den Plänen des Architekten John Roberts aus Waterford errichtet. Ein vergleichbares, ebenso von John Roberts geplantes Gebäude ist die Moore Hall in Carnacon, County Mayo.
Violet Martin beschrieb das Tyrone House 1912 als baufällig. Ihrer Cousine Edith Somerville diente es als Vorlage für den 1925 erschienenen Roman The Big House at Inver. Um 1920 wurde Tyrone House durch die lokal agierende Gruppe der IRA zerstört. Der einzige Bewohner war in Sicherheit gebracht worden, bevor das Haus angezündet wurde. Heute befindet sich das Haus in einem ruinösen Zustand. 1972 wurde es von der Irish Georgian Society erworben.

## Beschreibung
Daniel August Beaufort beschrieb das Tyrone House als groß und neu, aber blass und zu hoch. Der symmetrische Bau im georgianisch-palladianischen Stil zeigt einen Architravwechsel, eine Putzquaderung und eine Ohrenbildung. Der Risalit ist nur geringfügig nach vorne gezogen. Von der Innenausstattung und vielen Architekturelementen ist nichts mehr erkennbar. Weinkeller und Küche können noch erahnt werden. Das Gebäude darf nicht betreten werden.